# Tsukemono
Tsukemono (漬物) er japanske syltede grøntsager. De spises sammen med ris men ofte også som snack til drikkevarer.
De typiske sorter syltes i køkkensalt eller saltlage. Sojasovs, miso, eddike, nuka og sake bruges også til enkelte sorter. Til de typisk anvendte grøntsager hører kinaradiser, ume (en abrokosart), radiser, kinakål og agurker.
Før i tiden fremstillede japanerne selv tsukemono i en tsukemonoki, da syltning var en af de almindelige måder at forlænge holdbarheden af levnedsmidler. Nu om stunder kan man dog købe dem i ethvert supermarked, men mange japanere laver dem også selv. Til fremstillingen behøver man som regel kun en tsukemonoki, salt og en vægt.
En tsukemonoki (漬物器, bogst. skål til syltede ting) er en skål af plastic, træ, glas eller keramik. Oprindelig udøvede man det nødvendige pres gennem en kile mellem skålens greb og en rund skive, der lå på grøntsagerne. Nu om stunder benytter man 1-2 kg tunge sten eller mtalvægte (tsukemonoishi, 漬物石, sten til syltede ting), ofte med et greb og indpakket i plastic. Andre moderne varianter består i en plasticskål, hvor trykket udøves med en skrueaksel.

## Weblinks
- Wikimedia Commons har flere filer relateret til Tsukemono
- Tsukemono, An All-Around Favorite Arkiveret 24. september 2015 hos  Wayback Machine, Sumitomo Group Public Affairs Committee.